# Lysimachia fletcheri
Lysimachia fletcheri är en viveväxtart som beskrevs av C.M. Hu och A.P. Bennell. Lysimachia fletcheri ingår i släktet lysingar, och familjen viveväxter. Inga underarter finns listade i Catalogue of Life.